# Livraison de journaux
La livraison de journaux est la dernière étape de la diffusion d'un journal. Selon les pays, elle est organisée de façon différente et par plusieurs canaux. Elle peut être effectué par le service postal habituel, par des compagnies de portage, ou bien par des livreurs de journaux locaux, dans certains pays.

## Description
Le livreur de journaux occupe une place de choix dans la mémoire populaire de nombreux pays, dont le Royaume-Uni, les États-Unis, le Canada, l'Australie, la Nouvelle-Zélande, l'Irlande et le Japon. Cela s'explique par le fait qu'il a longtemps été le premier emploi rémunéré accessible aux jeunes garçons. Selon la tradition de l'industrie des journaux, le premier livreur de journaux, embauché en 1833, était Barney Flaherty, âgé de 10 ans, qui a été engagé après avoir vu une annonce dans le Sun News et s'être inscrit pour le poste.
Les tâches d'un livreur de journaux variaient selon le distributeur, mais comprenaient généralement le comptage et la séparation des papiers, le roulage des papiers et leur mise à l'abri dans les sacs à journaux en cas d'intempéries, ainsi que la collecte des paiements des clients.
Le nombre de livreurs de journaux a connu un déclin important. Cela est dû en partie à la disparition des journaux de l'après-midi, dont les horaires de livraison convenaient mieux aux enfants d'âge scolaire que ceux des journaux du matin, qui étaient généralement livrés avant 6 heures. Les chiffres ont également été affectés par l'évolution démographique, la disponibilité des nouvelles et des journaux sur Internet, les lois sur l'emploi (en particulier l'interdiction de faire travailler les enfants au milieu du 20e siècle) et les préoccupations croissantes concernant la sécurité des enfants non accompagnés, qui ont toutes conduit de nombreux journaux à confier la livraison à des adultes. Aujourd'hui, ils sont principalement embauchés par les journaux communautaires hebdomadaires et les journaux d'achats gratuits, qui ont toujours tendance à être livrés l'après-midi. Par ailleurs, il arrive que les livreurs de journaux ne soient employés qu'une fois par semaine pour livrer le journal le dimanche. Depuis, de nombreuses livraisons sont effectuées par des adultes en voiture, appelés porteurs de journaux. Ils sont traditionnellement engagés par les journaux en tant qu'auto-entrepreneurs,.